# Laura Ràfols
Laura Ráfols (født 14. marts 1993) er en spansk fodboldspiller, der spiller som målmand for FC Barcelona i Primera Division og Cataloniens kvindefodboldlandshold.